# Fundació Ateneu Sant Roc
La Fundació Ateneu Sant Roc és un centre social del barri de Sant Roc de Badalona (Barcelonès). Treballa per afavorir la cohesió social des del 1969, creat a iniciativa de la parròquia. Promou activitats relacionades amb la cultura, l'esport, el temps lliure, la sanitat, l'educació, el pacifisme, l'ecologia i el medi ambient, i totes aquelles que siguin d'utilitat pública o interès social envers la tasca educativa i sociocultural dels ciutadans.
Va néixer com a Centre Social el 1969. El 1987 es va decidir formar una entitat autònoma anomenada Ateneu Popular Sant Roc. El 1987 l'Ateneu Popular Sant Roc va prendre el relleu de la labor sociocultural. Des del 2005 és una fundació.
El 2017 cada dia al matí hi anaven 90 dones, majoritàriament d'origen del Pakistan i el Marroc, amb els fills que no estan en edat escolar. Les seves activitats tenien lloc al centre juntament amb l'Espai Familiar Elna de criança i acompanyament i una gran ludoteca. Cada tarda hi ha un centre de dia per als nens i nenes, amb professors jubilats que els ajuden. El 2017 l'entitat va passar dificultats econòmiques perquè la subvenció de la Generalitat no va arribar al mateix moment que altres anys.